# ألكسندروسكي زافود
أليكساندروفسكيي زافود (بالروسية: Александровский Завод) هي مدينة في مقاطعة زابايكالسكي كراي في روسيا.